# Yehor Nazaryna
Yehor Nazaryna (Pryluky, 10 de julio de 1997) es un futbolista ucraniano que juega en la demarcación de centrocampista para el FK Shajtar Donetsk de la Liga Premier de Ucrania.

## Selección nacional
Hizo su debut con la selección de fútbol de Ucrania el 9 de septiembre de 2023 en un partido de clasificación para la Eurocopa 2024 contra Inglaterra que finalizó con un resultado de empate a uno tras el gol de Oleksandr Zinchenko para Ucrania, y de Kyle Walker para Inglaterra.

## Clubes
| Club                     | País    | Año       | Partidos | Goles |
| ------------------------ | ------- | --------- | -------- | ----- |
| FC Dnipro                | Ucrania | 2014-2017 | 19       | 3     |
| Royal Antwerp FC         | Bélgica | 2018-2019 | 18       | 0     |
| FK Karpaty Lviv (cedido) | Ucrania | 2019-2020 | 16       | 5     |
| FC Zorya Luhansk         | Ucrania | 2020-2022 | 59       | 3     |
| FK Shajtar Donetsk       | Ucrania | 2022-     | 67       | 3     |

## Palmarés

### Títulos nacionales
| Título                  | Club                  | País    | Año  |
| ----------------------- | --------------------- | ------- | ---- |
| Liga Premier de Ucrania | F. K. Shajtar Donetsk | Ucrania | 2023 |
| Liga Premier de Ucrania | F. K. Shajtar Donetsk | Ucrania | 2024 |
| Copa de Ucrania         | F. K. Shajtar Donetsk | Ucrania | 2024 |
| Copa de Ucrania         | F. K. Shajtar Donetsk | Ucrania | 2025 |